# Jenny Ruiz
Jennifer Marie Ruiz-Williams (* 9. August 1983 in Anaheim, Kalifornien) ist eine mexikanisch-US-amerikanische Fußballspielerin, die zuletzt in der Saison 2013 beim Seattle Reign FC in der National Women’s Soccer League unter Vertrag stand.

## Karriere
Während ihres Studiums an der University of Nevada, Las Vegas spielte Ruiz semiprofessionell für die Fußballmannschaft ihrer Hochschule, die UNLV Rebels. Eine Karriere als Profi-Fußballspielerin verfolgte sie auf Vereinsebene zunächst nicht weiter.
Von 2011 bis 2012 spielte Ruiz für Bay Area Breeze in der zweitklassigen WPSL. Anfang 2013 wurde sie bei der sogenannten NWSL Player Allocation der Franchise des Seattle Reign FC zugeteilt. Ihr Ligadebüt gab Ruiz am 14. April 2013 gegen die Chicago Red Stars.

### International
Ruiz debütierte 26. Januar 2003 beim Spiel gegen Schweden  im Rahmen des „Australia Cup - Women Tournament“ für die A-Nationalmannschaft Mexikos. Nach einer siebenjährigen Pause absolvierte sie im Jahr 2011 erstmals wieder Länderspiele für Mexiko, nahm an den Panamerikanischen Spielen 2011 teil und gewann dort die Bronzemedaille mit ihrer Mannschaft. Sie gehört auch zum Kader der Mexikanerinnen für die WM 2015 in Kanada und ist mit fast 32 Jahren die älteste Spielerin im Kader.

## Privates
Ruiz ist Mutter zweier Kinder.

## Erfolge und Auszeichnungen
- 2011: Gewinn der Bronzemedaille bei den Panamerikanischen Spielen